# Coming Home (Diddy - Dirty Money)
Coming Home è un singolo del produttore discografico e rapper Diddy (Sean Combs) e del suo gruppo Dirty Money, pubblicato nel 2010 ed estratto dall'album Last Train to Paris. Il brano vede la partecipazione della cantante Skylar Grey. 
Il brano è stato scritto da Sean Combs, Jay-Z, J. Cole, Alex da Kid e Skylar Grey.

## Tracce
Download digitale
1. Coming Home (featuring Skylar Grey) – 3:59
2. Coming Home (Instrumental) – 3:59